# Pierre Rousselot
Pour les personnes ayant le même patronyme, voir Rousselot.
Pour les autres membres de la famille, voir Famille Rousselot.
Pierre Marie Jean Jules Rousselot, né le 29 décembre 1878 à Nantes et disparu au combat à la Tranchée de Calonne le 25 avril 1915, aux Éparges, est un prêtre jésuite français, théologien néothomiste de renom et auteur de l'article controversé Les yeux de la foi. Joseph Maréchal et Henri de Lubac reconnaissent l'influence qu'il eut sur leur pensée et leurs écrits.

## Biographie
Fils du banquier nantais Paul Rousselot et de Marie-Thérèse Houget, il entre dans la Compagnie de Jésus en octobre 1895 et est ordonné prêtre le 24 août 1908 à Hastings (Angleterre). La même année, il a obtenu un doctorat pour deux thèses présentées à la Sorbonne : L'intellectualisme de saint Thomas et Pour l'histoire du problème de l'amour au Moyen Âge. 
En novembre 1909, il entre à l'Institut catholique de Paris où il reçoit l'année suivante la chaire de théologie dogmatique qu'il occupe jusqu'à l'appel au service militaire en 1914, à l'exception d'une année (1912-1913) passée en Angleterre. 
Sergent au 301e Régiment d'Infanterie, il a été porté disparu à la Bataille des Éparges, le 25 avril 1915.

## Publications
- L'intellectualisme de saint Thomas, Paris, 1908, (2nd ed. 1921), prix Juteau-Duvigneaux de l’Académie française en 1916.
- Pour l'histoire du probleme de l'amour au Moyen Âge, Munster, 1908.
- Amour spirituel et synthese apperceptive, 1910
- L'être et l'esprit, 1910
- Les yeux de la foi, 1910
- La metaphysique thomiste et la critique de la connaissance, 1910
- Remarques sur l'histoire de la notion de foi naturelle, 1913
- Intellectualisme, 1914
- La religion chrétienne, ed. J. Huby. 1912. 3rd ed. 1921.

Bernard Pottier avait déjà indiqué en 1984 l'importance de cet ouvrage. L'ouvrage a été réédité avec un préface d'André Manaranche : Les yeux de la foi, éditions Ad Solem, Paris, 2010.

### Sources
- P. de Grandmaison: Notice sur le P. Rousselot, et bibliographie de ses écrits, dans l'introduction a la 2nd edition de l'Intellectualisme de saint Thomas.
- J. Lebreton: Article Rousselot (Pierre)., dans Dictionnaire de théologie catholique, Paris: Librairie Letouzey et Ane, 1939.
- Mémorial Pierre Rousselot, 1878-1915, CNRS, 1965
- Élie Marty, Cardinal Baudrillart: Le Témoignage de SJ Pierre Rousselot, 1878-1915 d'après ses Écrits et sa Correspondance, 1940
- Sławomir Zieliński: Se gagner soi-même et gagner Dieu: esquisse anthropologique basée sur la confrontation des philosophies de l'esprit et de l'amour avec la grâce surnaturelle dans les écrits publiés et inédits de Pierre Rousselot (1878-1915), 1997